# 大野城市立御陵中学校
大野城市立御陵中学校（おおのじょうしりつごりょうちゅうがっこう）は、福岡県大野城市に所在する公立中学校。

## 概要
周辺は団地が多くあるが、遊水地となっているため池が多くあり、南側には宮の池、北側には席田池、大浦池、持田ヶ浦池がある。その他、老人ホームも多く存在している。

## 歴史
- 1983年（昭和58年）4月 - 大野城市立大野東中学校から分離独立。

## 交通
福岡県道574号水城下臼井線から御陵中入口に入って直進。
最寄駅は西鉄天神大牟田線雑餉隈駅・春日原駅。
最寄インターチェンジは福岡高速2号線大野城入口・大野城出口・金の隈出口。

## 周辺
- 宝満神社
- 金隈病院
- 白水警察犬訓練学校
- 御陵公園

## 通学区域
- 大字中
- 川久保一丁目～二丁目
- 筒井	一丁目，四丁目（一部）

- 中一丁目～三丁目
- 仲畑一丁目～四丁目
- 錦町一丁目

- 御笠川一丁目，四丁目
- 山田	一丁目～五丁目